# Zaira flavipes
Zaira flavipes là một loài ruồi trong họ Tachinidae.